# Tragulus nigricans
Il tragulo delle Filippine (Tragulus nigricans Thomas, 1892), noto anche come tragulo di Balabac o pilandok (in filippino), è un piccolo ruminante notturno endemico di Balabac e di altre piccole isole vicine situate a sud-ovest di Palawan, nelle Filippine. In passato veniva considerato una sottospecie del tragulo maggiore (T. napu). Malgrado una certa somiglianza morfologica con i cervi, il tragulo delle Filippine non appartiene alla famiglia dei Cervidi, ma a quella dei Tragulidi.

## Descrizione
Il tragulo delle Filippine ha un mantello nero e marrone con strisce bianche su gola e petto. Sebbene in passato sia stato considerato per molto tempo una sottospecie del tragulo maggiore, presenta dimensioni intermedie tra i traguli maggiori e i traguli minori presenti sulla vicina isola del Borneo. Ha zampe sottili e un dorso arcuato ricoperto di peli marroni con base bianca. Su entrambi i lati della testa, una linea scura corre dalle orecchie al naso, attraverso l'occhio.
I maschi non presentano palchi come i cervi veri e propri e per difendersi dai predatori o combattere con i conspecifici per il territorio usano i grossi canini simili a zanne che sporgono dalla mascella superiore.

## Distribuzione e habitat
Per quanto ne sappiamo, questa specie è endemica delle Filippine, dove è presente solamente sulle isole di Balabac, Bugsuc e Ramos. Alcuni esemplari sono stati introdotti dall'uomo su altre due isole, Apulit e Calauit. Vive nelle foreste pluviali tropicali.

## Biologia
È una creatura solitaria e notturna che si nutre di foglie, fiori e di altre sostanze vegetali che trova nel fitto sottobosco della foresta. Durante il giorno, rimane nascosto nella foresta e riduce al minimo gli spostamenti.

## Conservazione
Nel folklore filippino il tragulo viene spesso ritratto come un briccone. In una leggenda raccontata dai Maranao, questo animale si fa beffe di un principe facendosi consegnare una borsa piena d'oro in cambio di un semplice alveare pieno di api infuriate.
Questo animale è minacciato dalla deforestazione, dal bracconaggio e dal commercio illegale di animali selvatici. È protetto legalmente in tutte le Filippine, ma finora le misure di protezione messe in atto non si sono rivelate adeguate.
Al di fuori delle Filippine, gli unici esemplari di questa specie allevati in cattività sono presenti in Polonia, allo Zoo di Breslavia.Esemplari conservati anche nello zoo di Praga.